# بزاسبی‌ها
بزاسبی‌ها (نام علمی: Hippotragus) نام یک سرده از زیرخانواده شاخ‌بلند چرنده است.